# U-190
| U-190                                                                                                | U-190 | U-190 |
| --- | --- | --- |
| U 190                                                                                                | | |
| | | |
| Німецький підводний човен U-190 в порту Сент-Джонса після капітуляції. Червень 1945                  | | |
| Верф                                                                                                 | Deutsche Schiff- und Maschinenbau, AG Weser, Бремен | Deutsche Schiff- und Maschinenbau, AG Weser, Бремен |
| Під прапором                                                                                         | Третій Рейх | Третій Рейх |
| Належність                                                                                           | Крігсмаріне | Крігсмаріне |
| Порт приписки                                                                                        | Штеттін Лор'ян Фленсбург | Штеттін Лор'ян Фленсбург |
| Замовлення                                                                                           | 4 листопада 1940 | 4 листопада 1940 |
| Закладений                                                                                           | 7 жовтня 1941 | 7 жовтня 1941 |
| Спуск на воду                                                                                        | 8 червня 1942 | 8 червня 1942 |
| Введений до складу флоту                                                                             | 24 вересня 1942 | 24 вересня 1942 |
| На службі                                                                                            | 1942—1945 | 1942—1945 |
| Сучасний статус                                                                                      | 14 травня 1945 року капітулював канадському флоту; 21 жовтня 1947 року затоплений як мішень поблизу Галіфакса                                                              | 14 травня 1945 року капітулював канадському флоту; 21 жовтня 1947 року затоплений як мішень поблизу Галіфакса                                                              |
| Бойовий досвід                                                                                       | Друга світова війна Битва за Атлантику | Друга світова війна Битва за Атлантику |
| Проєкт                                                                                               | | |
| Тип ПЧ                                                                                               | великий океанський торпедний ДПЧ | великий океанський торпедний ДПЧ |
| Основні характеристики                                                                               | | |
| Швидкість (надводна)                                                                                 | 18,2 вузлів (33,7 км/год) | 18,2 вузлів (33,7 км/год) |
| Швидкість (підводна)                                                                                 | 7,3 (13,5 км/год) | 7,3 (13,5 км/год) |
| Робоча глибина занурення                                                                             | 100 м | 100 м |
| Гранична глибина занурення                                                                           | 230 м | 230 м |
| Дальність плавання                                                                                   | 63 милі (117 км) км на швидкості 4 вузли (7,4 км/год) (у підводному положенні) 13 450 морських миль (24 910 км на швидкості 10 вузлів (19 км/год) (у надводному положенні) | 63 милі (117 км) км на швидкості 4 вузли (7,4 км/год) (у підводному положенні) 13 450 морських миль (24 910 км на швидкості 10 вузлів (19 км/год) (у надводному положенні) |
| Екіпаж                                                                                               | 48 офіцерів та матросів | 48 офіцерів та матросів |
| Розміри                                                                                              | | |
| Довжина найбільша (по КВЛ)                                                                           | 76,76 м | 76,76 м |
| Ширина корпусу найб.                                                                                 | 6,86 м | 6,86 м |
| Висота                                                                                               | 9,6 м | 9,6 м |
| Середня осадка (по КВЛ)                                                                              | 4,67 м | 4,67 м |
| Водотоннажність надводна                                                                             | 1 144 т | 1 144 т |
| Водотоннажність підводна                                                                             | 1 257 т | 1 257 т |
| Силова установка                                                                                     | | |
| Дизель-електрична: 2 дизельні двигуни MAN M 9 V 40/46 2 електродвигуни Siemens-Schuckert 2 GU 345/34 | | |
| Гвинти                                                                                               | 2 | 2 |
| Потужність                                                                                           | 2 × 2 200 к.с. (дизелі) 2 × 740 к.с. (електродвигуни) | 2 × 2 200 к.с. (дизелі) 2 × 740 к.с. (електродвигуни) |
| Озброєння                                                                                            | | |
| Артилерія                                                                                            | 1 × 105-мм палубна гармата SK C/32 | 1 × 105-мм палубна гармата SK C/32 |
| Торпедно- мінне озброєння                                                                            | 4 носових і 2 кормових ТА; 22 торпеди або 44 міни TMA чи 66 TMB | 4 носових і 2 кормових ТА; 22 торпеди або 44 міни TMA чи 66 TMB |
| ППО                                                                                                  | 1 × 37-мм зенітна гармата SKC/30 2 (1 × 2) × 20-мм зенітні гармати FlaK 30                                                                                                 | 1 × 37-мм зенітна гармата SKC/30 2 (1 × 2) × 20-мм зенітні гармати FlaK 30                                                                                                 |

U-190 — німецький великий океанський підводний човен типу IXC/40, що входив до складу Військово-морських сил Третього Рейху за часів Другої світової війни. Закладений 7 жовтня 1941 року на корабельні Deutsche Schiff- und Maschinenbau, AG Weser у Бремені під будівельним номером 1036. Спущений на воду 8 червня 1942 року, а 24 вересня 1942 року корабель увійшов до складу ВМС нацистської Німеччини.

## Історія служби
U-190 належав до серії німецьких підводних човнів підтипу IXC/40, найбільшої серії великих океанських човнів типу IX, подальшого розвитку IX C зі збільшеними розмірами, підвищеною дальністю плавання і без третього перископа, призначених діяти на морських комунікаціях противника на далеких відстанях у відкритому океані. Човнів цього типу було випущено 87 одиниць і вони відносно результативно проявили себе в ході бойових дій в Атлантиці. 24 вересня 1942 року U-190 розпочав службу у складі 4-ї навчальної флотилії, з 1 березня 1943 року був переведений до бойового складу 2-ї флотилії ПЧ Крігсмаріне, а 1 жовтня 1944 року перейшов у підпорядкування 33-ї флотилії ПЧ.
З лютого 1943 року і до травня 1945 року U-190 здійснив 6 бойових походів у Атлантичний океан, в яких провів 482 дні. Човен потопив 1 суховантажне судно (7 015 GRT) й один військовий корабель (590 тонн).
U-190 перебував з лютого 1945 року у шостому бойовому поході на патрулюванні біля східного узбережжя Північної Америки, поки 8 травня не отримав наказ рейхспрезидента Карла Деніца здатися в полон. 11 травня човен зустрівся з канадським фрегатом «Вікторіявіль» за 500 морських миль (930 км) від мису Кейп-Рейс, Ньюфаундленд. Командир Райт підписав документ про беззастережну капітуляцію і був узятий в полон разом зі своїм екіпажом на борт «Вікторіявілля», який супроводжував підводний човен до Ньюфаундленду.
19 травня U-190 був офіційно введений до складу Королівських ВМС Канади. Його першим завданням був урочистий обхід влітку 1945 року населених пунктів уздовж річки та затоки Святого Лаврентія із зупинками в Монреалі, Труа-Рів'єрі, Квебеку, Гаспе, Пікту та Сіднеї. Повернувшись до Галіфаксу, трофейний човен розпочав виконувати обов'язки протичовнового тренувального корабля, які продовжував виконувати протягом півтора року.
21 жовтня 1947 року біля Нової Шотландії U-190 був затоплений як корабель-мішень бомбами та вогнем з гармат канадського есмінця «Нутка» та тральщика «Нью Ліскерд» та кількох літаків «Файрфлай» і «Сіфайр».

## Командири
- Капітан-лейтенант Макс Вінтермеєр  (24 вересня 1942 — 5 липня 1944)
- Оберлейтенант-цур-зее Ганс-Ервін Райт (6 липня 1944 — 14 травня 1945)

## Перелік уражених U-190 суден у бойових походах
| №                                                         | Дата           | Командир ПЧ            | Назва           | Тип                | Належність                              | Водотоннажність (брт) | Вантаж                                      | Конвой        | Результат та координати                                                | Наслідки атаки для екіпажу     | Прим.                   |
| --------------------------------------------------------- | -------------- | ---------------------- | --------------- | ------------------ | --------------------------------------- | --------------------- | ------------------------------------------- | ------------- | ---------------------------------------------------------------------- | ------------------------------ | ----------------------- |
| Перший похід (20.02—30.03.1943, 39 діб; Кіль—Лор'ян)      |                |                        |                 |                    |                                         |                       |                                             |               |                                                                        |                                |                         |
| 1                                                         | 8 березня 1943 | Kptlt. Макс Вінтермеєр | Empire Lakeland | суховантажне судно | Велика Британія                         | 7 015                 | 7805 тонн морожених та генеральних вантажів | Конвой SC 121 | потоплено 58°03′ пн. ш. 28°12′ зх. д. / 58.050° пн. ш. 28.200° зх. д.  | 64 (усі загинули)              |                         |
| Шостий похід (19.02—14.05.1945, 85 діб; Гортен—Бей-Буллс) |                |                        |                 |                    |                                         |                       |                                             |               |                                                                        |                                |                         |
| 2                                                         | 16 квітня 1945 | Oblt. Ганс-Ервін Райт  | «Іскваймолт»    | тральщик           | Військово-морські сили Великої Британії | 590                   |                                             |               | потоплений 44°28′ пн. ш. 63°10′ зх. д. / 44.467° пн. ш. 63.167° зх. д. | 70 (44 загинули та 26 вціліли) | тральщик класу «Бангор» |